# Pianotrio nr. 3 (Sinding)
Christian Sinding voltooide zijn Pianotrio nr. 3 in 1908. Het was zijn laatste werk in dat genre. Het werk is net als bijna alle andere werken van Sinding gecomponeerd in de romantische stijl.
Het werk bestaat uit drie delen:
1. Con brio
2. Romanze: Andante – un poco piu mosso
3. Allegro